# Boettcheria melanderi
Boettcheria melanderi är en tvåvingeart som beskrevs av Carroll William Dodge 1967. Boettcheria melanderi ingår i släktet Boettcheria och familjen köttflugor. Inga underarter finns listade i Catalogue of Life.